# Lechytia hoffi
Lechytia hoffi es una especie de arácnido del orden Pseudoscorpionida de la familia Lechytiidae.

## Distribución geográfica
Se encuentra en el oeste de los Estados Unidos.